# Dandaridák
Dandaridák, másik nevükön dandariák, ókori nép, amelynek területe a Meótisz és a Kubán folyó északi ága mellett volt. A meótok népcsoportjába tartoztak.
Tacitus említi őket az „Annalesek" egy helyén:
"…Cotys és néhány cohors maradt hátra Iulius Aquilia római lovaggal. Erre egyikkel sem törődvén, fellázította a törzseket, magához csalogatta a szökevényeket, végül sereget gyűjtvén a dandaridák királyát elkergeti és országát birtokba veszi."[forrás?]